# Craihaza
Craihaza ori Craia (în ucraineană Королево, transliterat: Korolevo, în maghiară Királyháza) este o așezare de tip urban din raionul Vînohradiv, regiunea Transcarpatia, Ucraina. În afara localității principale, nu cuprinde și alte sate.

## Demografie
Componența lingvistică a așezării de tip urban Craihaza
     Ucraineană (93,61%)
     Maghiară (5,15%)
     Rusă (1,15%)
     Alte limbi (0,04%)
Conform recensământului din 2001, majoritatea populației așezării de tip urban Craihaza era vorbitoare de ucraineană (93,61%), existând în minoritate și vorbitori de maghiară (5,15%) și rusă (1,15%).